# Osmotisk potential
Osmotisk potential är en delkomponent i uttrycket vattenpotential, som bara är aktuell vid osmos och semipermeabelt membran. Den osmotiska potentialen är alltid negativ och minskar med ökad mängd lösta ämnen i vattnet. Osmotisk potential brukar betecknas med ψs(eng.solute potential).
Låg osmotisk potential sänker den kritiska tension där den permanenta vissningsgränsen inträffar i marken. Därför är den osmotiska potentialen mycket intressant vid bevattning av saltrika jordar och/eller bevattning med bräckt vatten.
Den osmotiska potentialen är ett viktigt begrepp för förståelsen av vattentillståndet i levande celler. I dessa ger den upphov till ett positivt osmotiskt tryck, som vid jämvikt är lika stort som den osmotiska potentialen med ombytt tecken. Denna anges vanligen i enheten Pascal.

## Olika uttrycksätt
Den osmotiska potentialen kan uttryckas på flera olika sätt. Vanligaste sättet är energi per enhet volym, vilket ger grundenheten Pascal (eller en lämplig prefixenhet som megapascal). Med det uttryckssättet kan den osmotiska potentialen beräknas med följande formel:
{\displaystyle \Psi _{0}=-M\cdot R\cdot T}
där
ψo = Osmotiskt potential (Pa)
M = Total koncentration (mol/m3)
R = Allmänna gaskonstanten (8,3145 m3*Pa/(kelvin*mol) = 8,3145 N*m/(kelvin*mol))
T = Temperatur (kelvin)

### Andra uttryckssätt
Energi: {\displaystyle E=-M\cdot R\cdot T\cdot V} (J)
Energi per enhet massa: {\displaystyle {\dfrac {E}{m}}=-{\dfrac {M\cdot R\cdot T}{\rho }}} (J/kg = m²/s2}
Energi per enhet tyngd (höjd vätskepelare): {\displaystyle {\dfrac {E}{t}}=-{\dfrac {M\cdot R\cdot T}{\rho \cdot g}}} (meter vattenpelare)
där
g = Tyngdacceleration (ca 9,82 m/s2)
V = Volym (m3)
ρ = Densitet (ca 1000 kg/m3)
t = Tyngd (N)